# José Mendes
José João Pimenta Costa Mendes (Guimarães, 24 aprile 1985) è un ciclista su strada portoghese che corre per il team filippino Victoria Sports Pro Cycling Team. È attivo tra i professionisti dal 2009.

## Palmarès
- 2003 (Juniores)

Campionati portoghesi, Prova a cronometro juniores
- 2005 (ASC Vila do Conde)

1ª tappa Volta a Portugal do Futuro
- 2006 (ASC Vila do Conde)

Prologo Volta a Portugal do Futuro (cronometro)
2ª tappa Volta a Portugal do Futuro
- 2007 (SL Benfica)

Prologo Volta a Portugal do Futuro (cronometro)
Classifica generale Volta a Portugal do Futuro
- 2010 (LA-Paredes Rota dos Móveis, tre vittorie)

3ª tappa Gran Prémio Liberty Seguros
3ª tappa Grande Prémio Internacional de Torres Vedras
6ª tappa Volta a Portugal
- 2016 (Bora-Argon 18, una vittoria)

Campionati portoghesi, Prova in linea
- 2019 (Sporting/Tavira, una vittoria)

Campionati portoghesi, Prova in linea

### Altri successi
- 2009 (Liberty)

1ª tappa Grand Prix Abimota (Cronosquadre)
- 2015 (NetApp)

1ª tappa Giro del Trentino (Riva del Garda > Arco, Cronosquadre)

## Piazzamenti

### Grandi Giri
- Giro d'Italia

2017: 48º
- Tour de France

2014: 124º
2015: 140º
- Vuelta a España

2013: 22º
2016: 54º
2018: 83º

### Classiche monumento
- Liegi-Bastogne-Liegi

2014: 52º
2015: 23º
2016: 86º
2017: 100º
- Giro di Lombardia

2014: 66º
2015: ritirato
2017: ritirato

### Competizioni mondiali
- Campionati del mondo

Zolder 2002 - Cronometro Junior: 36°
Zolder 2002 - In linea Junior: 126°
Hamilton 2003 - Cronometro Junior: 53°
Madrid 2005 - Cronometro Under-23: 50°
Madrid 2005 - In linea Under-23: 100°
Salisburgo 2006 - In linea Under-23: ritirato
Stoccarda 2007 - Cronometro Under-23: 40°
Stoccarda 2007 - Cronometro Under-23: 100°
Varese 2008 - In linea Elite: 58°
Geelong 2010 - In linea Elite: 90°
Ponferrada 2014 - In linea Elite: ritirato
- Giochi olimpici

Rio 2016 - In linea Elite: 53°

### Competizioni europee
- Campionati europei

Mosca 2005 - Cronometro Under-23: 27°
Mosca 2005 - In linea Under-23: ritirato
Plumelec 2016 - In linea Elite: non partito
Herning 2017 - In linea Elite: 69°